# 虎头寺组
虎头寺组是位于中国云南、西藏的上白垩世地层，1973年由云南第一区域地质测量大队命名。该地层以灰棕、浅灰白、浅黄绿色块状细粒长石石英砂岩为主，间夹泥质粉砂岩（包含铜砂岩）等。